# Tunnel rat

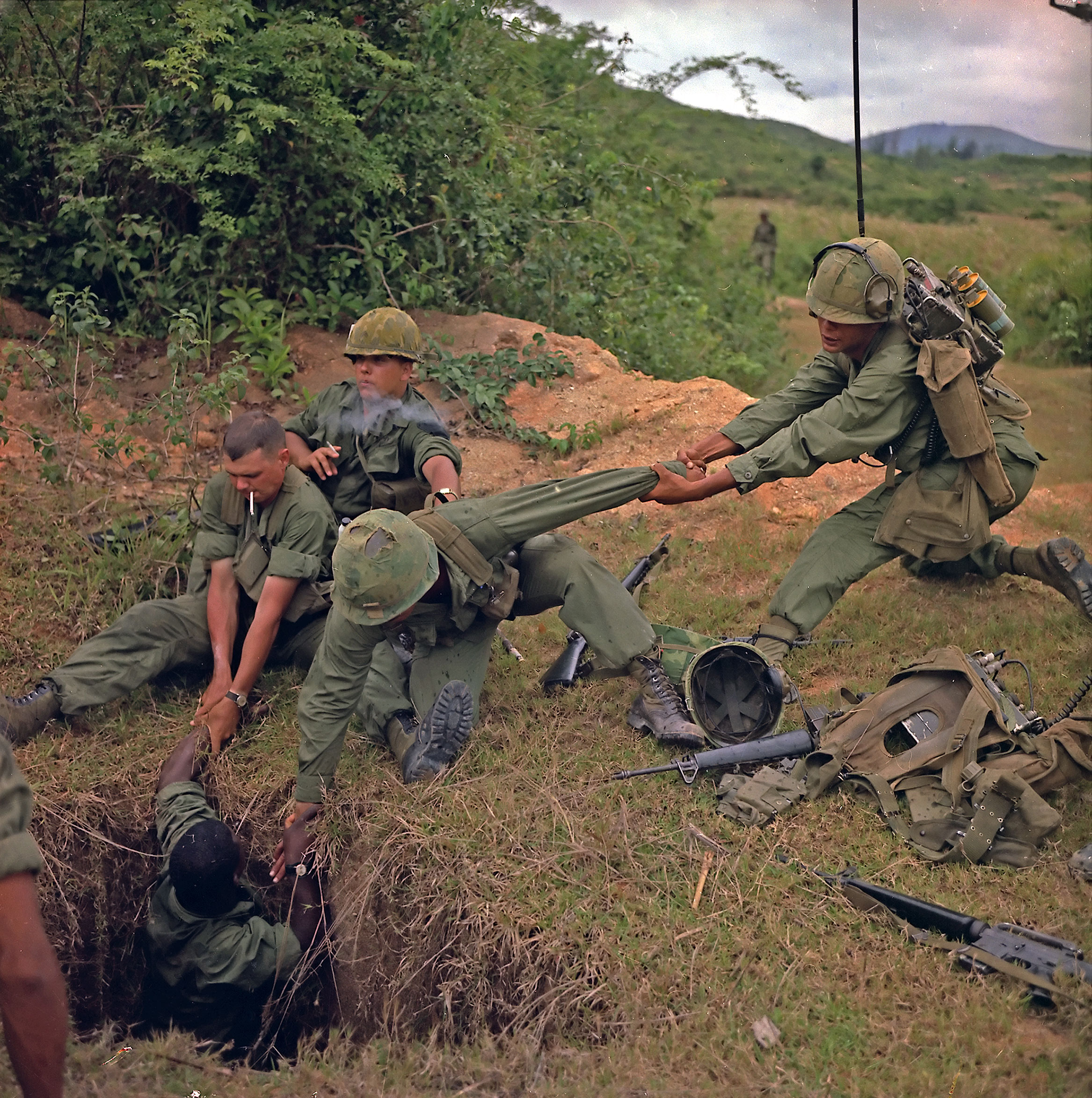
Soldato calato in un tunnel durante l'operazione "Oregon",1967

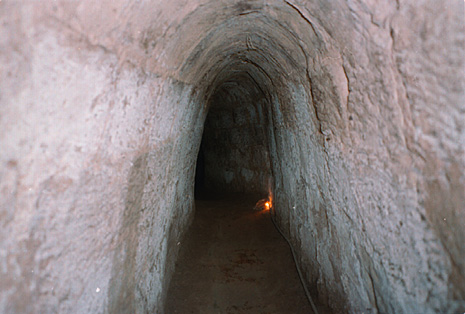
Parte del complesso dei tunnel di Cu Chi.

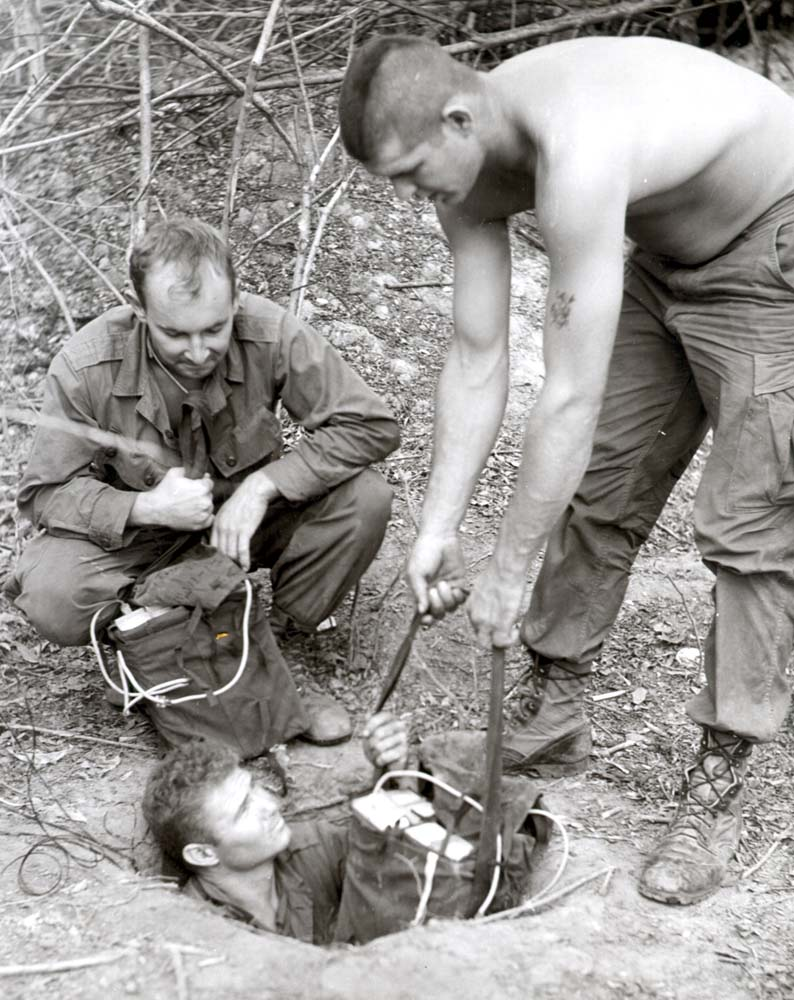
Tunnel rats posizionano esplosivo per la detonazione

I tunnel rats (letteralmente topi di galleria) erano unità di soldati americani, australiani e neozelandesi addestrati per compiere missioni di ricerca e distruzione sotterranea durante la guerra del Vietnam.
Durante la guerra del Vietnam, i Viet Cong crearono una fitta rete di complessi sotterranei utilizzati come rifugi, centri di comando e passaggi segreti. Tali complessi erano presidiati al loro interno sia da uomini che da altre protezioni quali sifoni riempiti d'acqua ed animali come serpenti, scorpioni e pipistrelli. Una volta scoperto un tunnel, in questo venivano inviati i tunnel rats con lo scopo di ucciderne gli occupanti e successivamente distruggere le strutture con esplosivo. I rats, soldati in genere di bassa statura, erano equipaggiati solo di pistola semiautomatica M1911 calibro .45 e di lampada. Data la ristrettezza degli spazi nei quali dovevano operare, e considerato il notevole rumore prodotto dal fuoco di una M1911 era frequente che i rats utilizzassero altre pistole quali quelle di fabbricazione sovietica in dotazione ai vietnamiti (prelevate ai morti). Non era altresì infrequente che qualche soldato adottasse espedienti particolari per ridurre il rumore della M1911 ed abbassare quindi il rischio di sordità.